# 17277 Jarrydlevine
17277 Jarrydlevine è un asteroide della fascia principale. Scoperto nel 2000, presenta un'orbita caratterizzata da un semiasse maggiore pari a 2,3656999 UA e da un'eccentricità di 0,1666004, inclinata di 2,00093° rispetto all'eclittica.